# Dragonball (Prozessorfamilie)

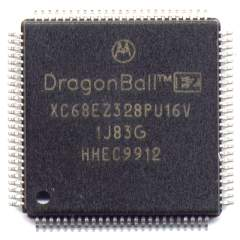
Motorola DragonBall Mikrocontroller

Der Freescale DragonBall oder MC68328 ist ein Mikrocontroller, der von Motorola in Hong Kong entwickelt und 1995 freigegeben wurde. Er stammt aus der 68000er-Familie von Motorola, weist jedoch zusätzliche Peripheriefunktionen auf und hat einen geringen Stromverbrauch.

## Entwicklung
Als Vorläufer des DragonBall kann der Motorola 68060-Prozessor angesehen werden. Dieser war die letzte Entwicklung der 68000er-Familie, gleichzeitig der erste und einzige Vertreter mit Energiesparfunktionen. Nach ihm wurde die Entwicklung des 68000er-Kerns für Embedded-Zwecke weitergeführt. Hierfür wurde der Kern um zusätzliche Peripherie erweitert. Gleichzeitig wurde die Komplexität reduziert, um Stromverbrauch und Herstellungskosten zu senken. Aus diesen Änderungen gingen die ColdFire- und die DragonBall-Familie hervor.

## Verwendung
Der DragonBall wurde in vielen Geräten wie Mobiltelefonen, hauptsächlich jedoch in den ersten Generationen der Personal Digital Assistants (PDA, deutsch: persönlicher digitaler Assistent) der Firma Palm verwendet. Diese kleinen Geräte für die Handfläche werden – in Analogie zum Begriff Laptop für tragbarer Personal-Computer – auch als Palmtop bezeichnet (Palm, englisch für Handfläche); die Bezeichnung nimmt gleichzeitig Bezug auf die Marke Palm.
Ab dem Betriebssystem Palm OS 5 wurde der DragonBall durch Advanced RISC Machines-(ARM)-basierte Prozessoren von Texas Instruments und Intel abgelöst.
Der DragonBall-Mikrocontroller wird auch in einigen AlphaSmart-Geräten verwendet.

## Eigenschaften
Der DragonBall ist ein 32-Bit-Mikrocontroller mit internem und externem 32-Bit-Adressbus und 32-Bit-Datenbus. Die schnellste Version kann mit 66 MHz Taktfrequenz betrieben werden und erreicht dabei eine Rechenleistung von bis zu 10,8 MIPS (Millionen Maschinenbefehlen pro Sekunde).
Der DragonBall verfügt über viele integrierte Funktionen, wie einen eingebauten Farb- und Graustufen-Display-Controller, einen Sound-Controller, eine serielle Schnittstelle, die UART und IrDa unterstützt, UART-Bootstrap, Echtzeituhr, kann auf DRAM, Flash-ROM und Masken-ROM direkt zugreifen und hat die Unterstützung für Touchscreen eingebaut.

## Varianten
Im Laufe der Zeit erschienen folgende Varianten (Generationen), die sich vor allem in Taktfrequenz und Rechenleistung unterschieden:

### DragonBall
Der DragonBall, MC68328, war die erste Generation dieser Mikrocontroller-Baureihe, er erschien im Jahre 1995. Seine Taktfrequenz betrug 16,67 MHz, die zu erreichende Rechenleistung belief sich auf 2,7 MIPS (Millionen Instruktionen pro Sekunde).

### DragonBall EZ
Im Jahre 1998 kam die zweite Generation der Baureihe mit dem DragonBall EZ, MC68EZ328, Codename „Red Dragon“, auf den Markt. Die Taktfrequenz betrug 16,58 MHz, die Rechenleistung erreichte 2,7 MIPS. Der Unterschied zum Vorgängermodell war ein interner 32-Bit-Adressbus sowie ein externer 24-Bit-Adressbus.

### DragonBall VZ
Der DragonBall VZ, MC68VZ328, stellte die dritte Generation der DragonBall-Baureihe dar. Er war mit 33 MHz getaktet und erreichte 5,4 MIPS.

### DragonBall SZ

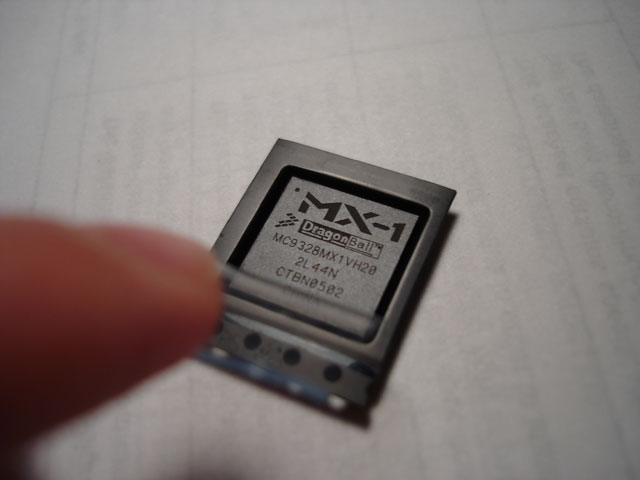
FreeScale DragonBall MX-1 Mikrocontroller

Als vierte Generation der Baureihe erschien im Jahre 2000 der DragonBall SZ, MC68SZ328, auch DragonBall Super VZ MC68SZ328 genannt. Er wies eine Taktfrequenz von 66 MHz auf und die Rechenleistung erreichte 10,8 MIPS. Es waren nun verschiedene Zusatzfeatures wie Analog-Digital-Wandler mit Touchpanel-Kontrolle, DMA-Controller, serielles I²C-Interface und embedded SRAM integriert. Auch einen MMC/SD-Host-Controller sowie einen USB-Controller enthielt der Mikrocontroller.
Die nachfolgenden Mikrocontroller der Serie DragonBall MX, die später als Freescale i.MX (MC9328MX, MCIMX) bezeichnet wurden, sind für ähnliche Anwendungen wie die früheren DragonBall-Geräte gedacht, basieren jedoch auf einem ARM9- oder ARM11-Prozessorkern anstelle eines 68000-Kerns.